# Шон Ванаман
Шон Ванаман (нар. 16 червня 1984) — ірландсько-американський дизайнер відеоігор, сценарист і подкастер. Він був одним із керівників і головним сценаристом «The Walking Dead» та «Puzzle Agent 2». Він написав сценарій третього розділу гри «Tales of Monkey Island» і був геймдизайнером «Wallace & Gromit's Grand Adventures» і автором третього епізоду «Muzzled». Він був одним із постійних ведучих подкасту на Idle Thumbs і є одним із співзасновників Campo Santo, компанії, яка створила «Firewatch».

## Раннє життя
Ванаман народився та виріс у Корку, Ірландія. Він разом із родиною переїхав з Ірландії до США.

## Кар'єра
Навчаючись в Університеті Південної Каліфорнії, Ванаман стажувався у групі творчого розвитку компанії Buena Vista Games (пізніше перейменованої на Disney Interactive Studios). У 2003 році ця група розробила початкову концепцію та презентацію відеогри «Epic Mickey». Після закінчення навчання він працював помічником продюсера з креативного розвитку в Disney Interactive. У 2008 році Ванаман обійняв посади сценариста та ігрового дизайнера в Telltale Games. Він працював над «Wallace & Gromit's Grand Adventures», «Tales of Monkey Island» і «Nelson Tethers: Puzzle Agent», а потім очолив проєкти «Poker Night at the Inventory» та «The Walking Dead».
18 вересня 2013 року він разом з Джейком Родкіним покинули Telltale. Вони об'єдналися з Оллі Моссом та головним геймдизайнером «Mark of the Ninja» Нельсом Андерсоном та заснували компанію з розробки відеоігор Campo Santo.

## Визнання
За сценарій до «Tales of Monkey Island», створений у співавторстві, Ванаман отримав номінацію за «Найкращий художній дизайн» та нагороду за «Найбільший сюрприз» на премії від IGN «Best of PC E3 2009». У 2009 році за версією журналу «PC Gamer» гра стала «Пригодницькою грою року» та отримала номінацію «Найкраща пригодницька гра року» для ПК і Wii, Adventure Gamers відзначив її як «Найкращу пригодницьку гру 2009 року», а «OC Weekly» назвав її «Найкращою відродженою серією».
«Puzzle Agent 2» була номінована на премію «IGN Best of E3» у 2011 році як «Найкраща гра для iPhone/iPad». «Walking Dead» ставала «Грою року» понад 90 разів з моменту випуску.
У 2017 році Ванаман став переможцем «Гра (Оригінальна пригода)» та «Драматичний сценарій» на премії «Національної академії рецензентів відеоігор» за свою роботу над «Firewatch».

## Суперечки
У вересні 2017 року після того, як відомий ютубер PewDiePie вжив расове образливе слово «ніґґер» під час прямої трансляції гри «PlayerUnknown's Battlegrounds», Ванаман назвав його «гіршим за латентного расиста». Потім він заявив у Twitter, що зареєструє авторське право на частини відео за участю PewDiePie, які містять кадри гри Ванамана «Firewatch», і закликав інших розробників ігор зробити те саме. Це призвело до негативної реакції та ревю-бомбінгу «Firewatch» у Steam.
У листопаді 2020 року публікація на Reddit звинуватила Ванамана у зловживанні його адміністративними повноваженнями як співробітника Valve, шляхом ручного покарання іншого гравця «Dota 2» за недотримання рекомендованого стилю гри. Ванаман перепросив від імені Valve і заявив, що співробітники будуть позбавлені своїх внутрішньоігрових адміністративних інструментів в грі, залишаючи дії респондентам офіційних звітів гравців.

## Роботи
| рік  | Назва                               | Роль                                                                        | Жанр                   | Компанія       |
| ---- | ----------------------------------- | --------------------------------------------------------------------------- | ---------------------- | -------------- |
| 2009 | Wallace & Gromit's Grand Adventures | сценарист/геймдизайнер                                                      | пригодницька відеогра  | Telltale Games |
| 2009 | Tales of Monkey Island              | сценарист/геймдизайнер                                                      | пригодницька відеогра  | Telltale Games |
| 2010 | Sam & Max: The Devil's Playhouse    | Дизайн епізоду — Місто, яке не сміє спати                                   | пригодницька відеогра  | Telltale Games |
| 2010 | Puzzle Agent                        | сценарист/геймдизайнер головоломки                                          | головоломка            | Telltale Games |
| 2010 | CSI: Fatal Conspiracy               | геймдизайнер                                                                | головоломка            | Ubisoft        |
| 2010 | Poker Night at the Inventory        | керівник проєкту                                                            | покер                  | Telltale Games |
| 2011 | Puzzle Agent 2                      | головний сценарист                                                          | головоломка            | Telltale Games |
| 2012 | The Walking Dead                    | графічний дизайнер (Епізоди 1, 3 і 5), керівник проєкту, головний сценарист | пригодницька відеогра  | Telltale Games |
| 2016 | Firewatch                           | сценарист                                                                   | пригодницька відеогра  | Panic          |
| 2020 | Half-Life: Alyx                     | сценарист                                                                   | Шутер від першої особи | Valve          |